# Дајлинген
Дајлинген (њем. Deilingen) општина је у њемачкој савезној држави Баден-Виртемберг. Једно је од 34 општинска средишта округа Тутлинген. Према процјени из 2010. у општини је живјело 1.697 становника. Посједује регионалну шифру (AGS) 8327009.

## Географски и демографски подаци
Дајлинген се налази у савезној држави Баден-Виртемберг у округу Тутлинген. Општина се налази на надморској висини од 826 метара. Површина општине износи 10,9 km². У самом мјесту је, према процјени из 2010. године, живјело 1.697 становника. Просјечна густина становништва износи 156 становника/km².